# 十二大戰
《十二大戰》（日语：じゅうにたいせん）是西尾維新擔任原作、並由中村光插畫的小說作品，JUMP j-BOOKS（集英社）於2015年5月19日發行。中文版由台灣尖端出版社，譯者為hundreder。2017年3月時發布動畫化消息，並於同年10月3日起AT-X、每日放送等電視台放送。
續作《十二大戰對十二大戰》於2017年12月12日發售，並於同年10月4日發售的《JUMP SQUARE》2017年11月號上刊載了預告章節。

## 故事概要
本作為收錄於集英社短篇漫畫選集《大斬》中的《無論如何都想實現的唯一 1 個願望和其他 99 個無所謂的願望》的前日談。
故事描述 12 位背負著十二生肖之名的戰士，參與了一場「只要獲勝就能實現一個願望」的大戰所展開的故事。

## 登場人物

### 十二生肖的戰士
- 順位從「子」到「亥」的介紹，且名字分「十二生肖代表／戰士名／本名」做區分。

子鼠／寢住／墨野繼義（聲：堀江瞬／舞台演員：北村諒）
「子」的少年戰士。殺法『群殺』。願望『獲得美夢』。生日3月3日，身高170公分，體重55公斤，血型A型。
銀髮死魚眼的少年，老是愛睏、行事不定的高中三年級生。性格有些微妙的達觀，對人生沒任何目標和希望，總是一來到學校就趴在桌上睡覺，被班上同學當作空氣看待。根據經驗領悟了些道理的他，雖然演變成了奇怪的達觀性格，但如果吃到自己最喜歡的起司就會幹勁十足。
特技為『百點滑鼠（ねずみさん(ハンドレッド・クリック)）』，從確率世界模擬出100種可能發生的情況，然後可以從中選擇一項，但這裡面的所有情況都是選擇式的自我預言，並且在此基礎上獲得實際體驗。曾經嘗試過利用自己的能力採用100種方式向喜歡的女生告白，然後慘遭100次拒絕並全數承受了100份的心理創傷，之後他便認定這能力只在猜拳的時候才方便使用。
能力的副作用是對精神造成過大的負擔，以至於他時刻都會想要睡覺。也由於這一能力的緣故，參戰的戰士們對他都有種「在哪裡見過」的感覺（因為在別的世界線中見過面）。而事實上這次的大戰對他而言也極為兇險，因為他在其餘的99種選項中皆為死亡。
為十二名戰士中最年輕的參賽者，如此年輕就被選中為戰士，完全是因為他相當於通常的一百倍的實戰經驗獲得了高評價的緣故。參加的理由僅僅是順水推舟而已。在這屆殘酷、生存率幾乎等於零的十二大戰中，透過特技並從中選出唯一一個足以讓他獲勝的可能性。
在獲勝之後，由於不知該許什麼願望，設想了99種自己曾經祈求過的願望，但接二連三碰出新願望讓他煩惱不已，最後許願「忘卻關於十二大戰的一切」。
在續作「十二大戰對十二大戰」中，則是一開始就被「牡羊」殺害並偽裝成他的模樣混入十二生肖戰士中，將「丑」殺害。
丑牛／失井／樫井榮兒（聲：梅原裕一郎／舞台演員：滝川廣大）
「丑」的青年戰士。殺法『為殺而殺』。願望『獲得助力』。生日2月2日，身高181公分，體重72公斤。
留著牛角造型長髮，穿著鬥牛士服裝的男子。號稱『趕盡殺絕的天才（皆殺しの天才）』，擅長將敵人斬盡殺絕，戰鬥風格是華麗而實在的軍刀術。武器為手持的軍刀名為「牛蒡劍」，軍刀本身是毫無特別之處的普通量產品，但他卻非常珍惜地使用。
初次上陣是五歲的時候，從首次初戰開始就把所有人都殺光，從那時候開始就已經獲得了天才之名。自身對特定的國家和思想並沒有特別的感情，只是純粹作為一名兵卒奔赴戰場。取胜對他來說是理所當然的事，反而是如何盡快結束戰爭才是他最關注的事情。因作為“迅速結束戰爭”的戰士，一直想跟“永遠停止戰爭”的戰士「申」找個機會好好談一談。
雖然身材纖細，卻相當地能吃，由於自身不會做料理，所以主要在外面用餐，對於能夠獨自一人吃飯的店家十分熟悉。身為戰士並不攝取酒精，但在十二大戰中被「寅」所救後，相當欣賞「寅」，在「寅」死後，想起他曾在戰場上救過的一個女孩，把他們的形象重疊一起(但其實「寅」和女孩正是同一人)，並願意如果有機會的話和她喝杯小酒談談。
十二大戰開賽後先是殺死了「酉」，並同時奪取她從「戌」身上搶來的寶石，加上自己身上的寶石在內共計三顆，成為最有希望獲勝的黑馬，在與「寅」碰面後，兩人因為遭遇「卯」和他的rabbit聯盟死纏爛打般的攻擊而決定先聯手擊敗「卯」，然而「卯」卻在即將被殺死之際先行咬舌自盡讓自己成為屍體傀儡重傷了「寅」，後「丑」應「寅」"想死在自己最尊敬的人手中"的心願，以決鬥送她最後一程。
但rabbit聯盟的攻擊並沒有隨著「卯」的死而結束，「卯」讓自己屍塊附在「申」的屍體上增加強大的臂力抓住了「丑」，在自知已經沒有還擊的餘力後，自願讓「子」用「未」遺留下的手榴彈把自己跟「卯」、「申」的屍體一同炸毀，為這場十二大戰劃下了句點。
在續作「十二大戰對十二大戰」中，被偽裝成「子」的「牡羊」一刀斬首。
寅虎／妬良／姶良香奈江（聲：五十嵐裕美／舞台演員：今村美步）
「寅」的女戰士。殺法『趁醉而殺』。願望『想要行正義之道』。生日1月1日，身高154公分，體重42公斤。
留著橙色短髮，配戴貓耳頭飾的女子，因為外表看起來比實際年齡還要年輕，曾被「丑」誤會成是個小女孩。雖然已經習慣打扮自己的指甲，但在前往戰場之時，仍然會好好地將指甲去掉。愛酒如癡的酒鬼，假日與朋友外出血拼最後總會變成一群人去大喝特喝。
出身擅於肉搏格鬥的武士門第姶良家，是醉拳、虎拳等諸多功夫的拳道高手，以「爪」為武器的她的殺法，在予以傷害之外還會帶來激烈的疼痛。在家族中算是稍微有點極端，從小就希望能夠行正義之道，但是無數的戰爭與戰場上的殺戮，讓她開始對自己一直堅信的正義之道產生質疑而自暴自棄，藉由酗酒和殺人來忘卻不愉快的事，甚至因此被父親（聲：伊丸岡篤）趕出家門。
被籲為實力最差勁的戰士，實際上她是為了隱藏自己強大的威懾感故意裝弱的。某次由於在戰場上被「丑」的一番言論給點醒而擅自將他視為人生導師，為了再見到「丑」一面而參加本屆十二大戰，但因為對方不記得她而相當生氣。
十二大戰開賽後跑去無人的酒店大肆搜刮酒類飲用，很快發現隱藏在附近暗處觀察她的「未」並與之交手，「未」由於低估了她自身的實力而被瞬間秒殺，之後和「丑」再度碰面並要求要決鬥，但因為rabbit聯盟的亂入，讓她決定先與「丑」聯手合作擊敗「卯」。
在「卯」先一步自殺成為屍體傀儡並對兩人發動偷襲時捨身替「丑」擋下了攻擊，受到致命傷害，因為不想成為下一個屍體傀儡與「丑」戰鬥，最終請求「丑」親手了結她，「寅」也成為戰敗的十一位戰士中，唯一得以實現願望的人。
在續作「十二大戰對十二大戰」中，被「雙魚」以安樂死的方式毒殺。
卯兔／憂城（聲：岡本信彥／舞台演員：才川コージ）
「卯」的青年戰士。殺法『殺人手段異常』。願望『獲得朋友』。生日12月12日（暫定）。
不只本名連一切情報都未知的神秘人物，紅眼，頭戴兔耳，上半身赤裸，下半身身著附帶巨大兔尾巴的吊帶短褲，腳下穿高跟鞋，相當沉默寡言。
武器為手持兩把名為「白兔」和「三月兔」的開山大刀。特技為『造屍者（死体作り(ネクロマンチスト)）』，能將殺死的對手屍骸加以操控，成為自己的傀儡，通稱「rabbit聯盟」。
十二大戰開場前就殺害了「巳」，並操控他的屍體依續擊敗「亥」、「申」、「午」、「辰」，成為比賽中最棘手的人物，比賽後段，表面在「丑」和「寅」的聯手合作下被斬碎，但在斬碎前就已經死亡(估計是咬舌自盡)，讓自身成為屍體傀儡，並重創了「寅」，最終被「子」用撿來［未］的手榴彈炸的屍骨無存。
在續作「十二大戰對十二大戰」中，被偽裝成「子」的「牡羊」殺害。
辰龍／斷罪兄弟的兄／積田長幸（聲：江口拓也／舞台演員：橋本祥平）
「辰」的雙子戰士。殺法『為賺錢玩樂而殺』。願望『什麼都不想要』。生日11月11日（戶籍上），身高164公分，體重58公斤。
弟（剛保）的雙胞胎哥哥，與雙胞胎弟弟一同戰鬥的戰士，但基本上還是由身為哥哥的他擔任指揮官的職務。要將從天靈蓋到腳趾尖都一模一樣的雙胞胎兄弟區別開來的方法是第一人稱，會用「本大爺」這種說話方式的是哥哥。
武器為冰凍噴射器『逝女（ゆきおんな）』，水槽的內部是液態氫，和弟弟裝備的火焰噴射器『人影』配對，似乎在使用方面沒有「人影」那麼好用。其特技為『天之抑留（天の抑留）』，可以讓他不借助任何工具滯留在空中的飛翔能力，作為空想生物的龍居住天上，是隨時可以俯視一切的存在。
兄弟兩並沒有作為戰士的原則，只要能滿足金額上的要求，他們都會很樂意參加。這種作為戰士不應有的態度時常被認定為處罰的對象，但是他們卻完全沒有要改變態度的意思。曾在彈劾審判中提出的辯論“就算向有錢人徵收高額稅金，到頭來那些稅金也還是會用回到有錢人的身上”。
於是兄弟倆正通過瀆職般的窮凶極惡的行為，從資產家和有錢人中豪奪取巨額的金錢，然後又將這些大量殺戮得來的金錢，投入到了慈善事業中來拯救命運坎珂的人們。那並不是因為他們是義賊，也不是善人，更不是實際上的好人，只不過是以一種頹廢的方式在玩“用做壞事得來的錢去做善事”這樣的“遊戲”。為了不讓自己在假裝好人的期間不知不覺變成真的好人，隨時都在自戒。
十二大戰開賽後並不積極戰鬥，而一直在空中觀察並等待時機，在「丑」與「寅」和弟弟「巳」(屍體)三人的戰鬥，意圖等待雙方兩敗俱傷後來個漁翁得利，此時「卯」為了拓展更寬廣的視野，讓「申」(屍體)將「巳」的頭顱拋向高空，不知情的他因為不經意接到頭顱而暴露了其行蹤，被同樣由「申」拋向高空的「卯」攔腰砍成兩半。屍體成為rabbit聯盟的第四個傀儡，在與「丑」和「寅」的戰鬥中，被「寅」搶走背上的冰凍噴射器並打碎，而被液態氫潑灑到上半身及下半身，使得身體冰凍而碎去。
在續作「十二大戰對十二大戰」中，與「雙子」戰鬥之計，背包中的液態氫遭「水瓶」全部氣化，被「射手」從十數公里外連同「巳」一起射殺。
巳蛇／斷罪兄弟的弟／積田剛保（聲：鳥海浩輔／舞台演員：長谷川慎也）
「巳」的雙子戰士。殺法『為賺錢玩樂而殺』。願望『獲得金錢』。生日10月10日（戶籍上），身高164公分，體重58公斤。
兄（長幸）的雙胞胎弟弟，與雙胞胎哥哥共赴戰場的年輕武者，本來個性強的戰士們在戰場上組成搭檔是很稀奇的，但「辰」與「巳」兄弟卻是傳統的兩人一組方式來戰鬥，在“斷罪”的歷史中其優勢自然不言而喻。
武器為火燄發射器『人影（ひとかげ）』，意思是“把人燒得連影子也不留下”，據說他走過的戰場，最終都會變成無法分辨出戰死者身份的灰燼原野。其特技為『地之善導（地の善導）』，通過地面的細微震動來把握周圍狀況，近似於聲納的戰鬥風格。
在家裡把各種各樣的爬行動物當做寵物飼養，私下運營的培育博客在樂於此道的人們當中人氣非常高。雖然在戰場上手段殘忍，在養寵物的方面也會從一而終地照顧到最後一刻。要是自己辛苦養育至今的寵物壽終正寢，他就會自己燒來吃掉。
十二大戰開戰前已被「卯」生肖戰士殺害，已經是「卯」rabbit聯盟的傀儡。在與「丑」和「寅」的戰鬥中，被「寅」用搶來的「辰」冰凍噴射器中的液態氫潑灑到，使得頭顱及身體都被冰凍而碎去。
在續作「十二大戰對十二大戰」中，與「雙子」戰鬥之計，背包中的高辛烷值汽油遭「水瓶」全部氣化，被「射手」從十數公里外連同「辰」一起射殺。
午馬／迂迂真／早間好實（聲：綠川光／舞台演員：橫山真史）
「午」的壯年戰士。殺法『無言而殺』。願望『獲得才能』。生日9月9日，身高230公分，體重150公斤。
以沉默寡言為人所知，據說聲音很好聽。原本身材纖細的他，在戰場上經歷了決定性的敗北後決定對自己進行肉體改造和肌肉增強，甚至不惜利用化學手術，讓其身軀變得如半人馬般強悍，即使在早間家的歷代當主中也是頭號的巨漢。
特技為『鐙』為超越人體的最強硬的防禦術，有著幾乎令人難以相信是人體的強度。在戰場上，與那份沉默相稱的嚴謹戰法也廣為人知，憑其肌肉使出的攻擊毫無疑間也是相當的凶狠，但真正值得強調的應該是他超高的防禦力。
十二大戰開賽後在下水道與「丑」交手時不敵其強勢的攻擊而逃至附近銀行的一座金庫內躲藏，因自信的身體被割傷而喪失戰鬥意志，此時遇上被「巳」的無頭屍體追殺，同樣來到金庫玩手機遊戲的「子」，儘管「子」離去前善意提醒最好趁著「巳」追來前趕快逃走，但被他認為是小鬼頭的玩笑話而無視，不料沒多久，「巳」在銀行外頭放火，因金庫過於堅固難以破壞，導致不及逃脫缺氧而死。
在續作「十二大戰對十二大戰」中，獨自行動並與「金牛」戰鬥，並被「金牛」打至生死不知，但因「金牛」無法傷到他的身體，「十二戰犯」以某種方式控制其行動，失去理性與「未」交手，並遭其耗盡炸彈燒毀整片原生林，以濃煙嗆死。
未羊／必爺／辻家純彦（聲：長／舞台演員：原勇彌）
「未」的老年戰士。殺法『先騙後殺』。願望『獲得時間』。生日8月8日，身高140公分，體重40公斤。
留著羊角髮型的矮小老者，行事小心謹慎，善於躲藏。明明一把年紀卻沉迷於與年齡不相稱的智能手機當中，是有名App的頭號常客，在那邊的世界也被懷着敬意地稱為至今仍老當益壯的「戰士」。
武器是兩籃高威力投擲手榴彈『LKK（醜怪送葬）』。原本就是武器商人，為了做生意而出入戰場，但隨着數度被捲入戰禍中，而迅速作為戰士嶄露頭角，最終被他的常客辻家家看中並被招贅為女婿。
在第九屆十二大戰得到冠軍而成為活傳說，並實現了『想抱孫子』的願望，這次擔心孫子（聲：田中愛美）可能被選為戰士上場，二度參加十二大戰，由於不想承擔風險而將賽前依規定要吞下的"獸石"偷藏在身上。
十二大戰開賽後中段遇上喝到爛醉的「寅」，因錯估對方實力而遭「寅」爪擊瞬殺。
在續作「十二大戰對十二大戰」中，與被「十二戰犯」的控制的「午」交手並取勝，但也因此耗盡炸彈，在請求「巨蟹」不要把自己變成傀儡後，遭其殺害。
申猴／砂粒／柚木美咲（聲：早見沙織／舞台演員：竹内夢）
「申」的女戰士。殺法『為和平而殺』。願望『想要和平』。生日7月7日，身高150公分，體重40公斤。
短髮戴著耳機的眼鏡女。有實力的和平主義者，在參加十二大戰之前就身為戰士廣為人知，在各種各樣的戰爭中介入調停，通過自己的和平方案化解了無數的紛爭，也因此被尊為英雄。興趣是製作點心，自己做的甜點非常美味，因此不知不覺地吃得過多了。跟同居中的戀人（聲：安達勇人）已經交往了五年，差不多開始考慮結婚。
擁有操作分別為氣、液、固態的『仙術』，出身靈山，是跟三位猴仙人，分別是水猿（聲：大川透）、岩猿（聲：斧篤志）、氣化猿（聲：中博史）學習而來的，但她卻不把所學習的仙術用於傷人。據稱她的戰鬥力甚至在被譽為天才的「丑」之上，但由於和平主義的個性而極少使出真本事。她的武器正是停戰交涉和和平方案。
十二大戰開賽前就提出可以不犧牲他人的“和平方案”，原本多數人同意其做法，卻因為最異端的「卯」也跟著眾人舉手而不了了之，開賽後瞬間發現「未」意圖用身上的手榴彈將所有戰士一網打盡而將會場地板破壞讓眾人四散。
而她與「子」則逃進了地下水道躲藏，邀請「酉」成為和平主義的一員遭到拒絕，沒多久被「卯」透過鳥屍發現其藏匿地點，不得不出面與「卯」交手，雖然一度處於優勢，但沒預料到「卯」將「巳」的頭顱當作監視器拓展視野而遭到殺害，屍體成為rabbit聯盟的第三個傀儡，死後的她大大展現自己生前完全沒拿出來的真正實力，「卯」在與「丑」、「寅」雙人組的交戰中死去後，讓自己的屍體附著在她身上抓住了「丑」，甚至在發覺「丑」意圖咬舌自盡時以頭槌撞斷他所有的牙齒，最終被「子」用撿來［未］的手榴彈炸的屍骨無存。
在續作「十二大戰對十二大戰」中，開戰後擊敗了「雙子」和「獅子」，後來拒絕「金牛」和「處女」帶來的，「巨蟹」提出的停戰交涉，使二人自殺身亡，後續在與「巨蟹」交涉時被「雙魚」毒殺。
酉雞／庭取／丹羽遼香（聲：佐倉綾音／舞台演員：梅村結衣）
「酉」的女戰士。殺法『啄殺』。願望『獲得自我』。生日6月6日，身高153公分，體重42公斤。
留著草綠色中短髮，穿著一身鳥類裝扮的少女。童年遭到父母慘無人道的虐待，促使她無意間用切蛋器殺死父母，但也喪失了15歲前的記憶，在獲得當局保護之後，被看出潛質的她後由戰鬥名門的丹羽家當主（聲：谷育子）所收養，開始了不斷充斥背叛和欺騙的殺戮生活，因此常擔任間諜的工作。一旦感到壓力接近極限，就會去溫泉，因此前往的戰場若是溫泉地的話會稍微有些開心，因此也喜愛溫泉與溫泉蛋。
武器為他自稱是『雞冠刺（とさかざし）』的鋤，其特技『鷹覷鶻望（鵜の目鷹の目(うのめたかのめ)）』可以與鳥類共享視角觀察對象和操縱鳥類執行任務，甚至能使出特殊招式『鳥葬』，但因為鳥類是局外者，如果不是主辦單位睜一隻眼閉一隻眼，此技能用在比賽上其實是違規的。
十二大戰開賽後刻意在停車場等待「戌」出現，並裝成弱小的樣子假裝要合作，待「戌」給予興奮劑來提高能力自身後殺害了「戌」，再以大絕鳥葬將成為rabbit聯盟一員的「亥」吃的屍骨無存，隨後在便利商店遇見同樣來購物的「子」並被他引領到下水道見「申」，雖拒絕了「申」的成為和平主義者一員的邀請，但由於興奮劑的副作用，讓她因為「申」的話語而無法專心戰鬥，最後被「丑」殺害，死前同意讓鳥群把自己的屍體吃光。
在續作「十二大戰對十二大戰」中，得到了「戌」強化藥劑並跳海試圖逃跑，在被「水瓶」溺死前，將毒鳥射入「射手」口中將其毒殺。
戌狗／怒突／津久井道雄（聲：西村朋紘／舞台演員：伊阪達也）
「戌」的壯年戰士。殺法『盡情咬殺』。願望『想要勝利』。生日5月5日，身高177公分，體重52公斤。
屬於少有的不帶武器派，特技是用利牙咬碎一切的『狂犬鋲』，一直為人們所恐懼。其身分為『配毒師』，雖然所有戰士(除了「未」)依規定在賽前將帶有劇毒的獸石吞入體內，但他卻能馬上就在體內解毒。
平時在幼稚園任教，深受家長與園內孩童歡迎，暗地裡卻是將有才能的孩子賣給適合的組織，但也因此樹立不少敵人。某次由於不小心將一個女孩賣給普通的戀童癖，他拼了命將女孩從敵方手中救出來，並收為自己的養女，後一直都盡心盡力地展開戰場和保育園雙方面的工作。在私生活中熱衷於書法，最初不被周圍所理解，仍持續書寫，最終所完成的雄渾筆鋒無言地讓反對派們閉嘴。
十二大戰開賽後遇到了「酉」，本來想給予「酉」興奮劑來提高能力，好讓其變成誘餌，但卻被反殺，頭遭其空手捏爆而死。
在續作「十二大戰對十二大戰」中，與學生「魔羯」「雙魚」交戰，為阻止二人，對自己注射了「一騎當千」，因強化藥劑而速度倍增，陰錯陽差的擋下了「亥」射向「雙魚」的子彈，在死前，對學生二人使用的藥劑仍是不致命的麻醉藥物。。
亥豬／異能肉／伊能淑子（聲：日笠陽子／舞台演員：護麻奈）
「亥」的女戰士。殺法『殺人手段多樣』。願望『想要愛』。生日4月4日，身高176公分，體重60公斤。
金髮，配戴豬牙造型耳環，左眼眼角有一顆淚痣的大小姐。出身於上一屆十二大戰贏家的名門家庭，在有著嚴厲到等同於虐待的父親（聲：楠見尚己）與過度溺愛的母親（聲：片貝薫）教育環境下公平成長，由於在習慣觀察大人臉上的環境中成長，等到她成人之後鞏固了自身地位，反而形成了相對比較自由奔放的性格。現在與十二名男友穩定交往中，現還在招募人選。
武器為手持的兩支巨大機槍『愛終（あいしゅう）』和『命戀（いのちごい）』。精通重火器的使用，無論多麼厚重的兵器都能自在地操控，但其中這兩挺槍對於她而言則猶如與自己相連的肉體的一部分。特技為手上的槍可以無限射擊的『No Reload（湯水のごとく(ノンリロード)）』。
因為父親將本屆十二大戰的資格交付給小她五歲的妹妹清子而心生忌妒，於是花了12年的時間殺死了清子(動畫版則為讓清子自殺)，並強行奪走了對方的參加資格。
十二大戰開賽前對於一開始就提出和平方案的「申」的做法嗤之以鼻，開賽後遇到了「卯」，本想華麗地將之解決，卻被「巳」的屍體壓制住，之後被就被「卯」所殺而變成rabbit聯盟第二個傀儡，再被「酉」召喚的鳥群包圍啄殺，被鳥群吃到屍骨都不剩。
在續作「十二大戰對十二大戰」中，與「申」一起行動，先後擊殺「牡羊」「天秤」「天蠍」「水瓶」。

### 十二星座的戰犯
- 『十二大戰對十二大戰』中登場，順位從「牡羊」到「雙魚」的介紹，且名字分「十二星座代表／戰犯名／本名」做區分。

牡羊／弗蘭德.西普（友善綿羊）／梅蘭德.雪莉
「牡羊」的戰犯。殺法『細數而殺』。願望『想要洋裝』。生日4月4日，身高155公分，體重45公斤。罪名『虐待俘虜』。
穿著綿羊服，手持梳子與剃毛刀的銀髮辮子少女。父親是世界知名品牌服飾會長，母親則為一流模特兒，10歲時以志願者身分被送往高原戰場為士兵製作毛衣，一旦羊毛用完，就會在敵國殺害俘虜的現場採購毛髮、皮膚、內臟等等來代替。
特技為『催眠術（催眠術(さいみんじゅつ)）』，使任何對手在100秒內進入睡眠，能通過自我催眠達到“偽裝”效果。
若自己要偽裝成他人，似乎要先殺死對方。且因不明原因，若「牡羊」在偽裝過程死亡，假扮對象的本尊會出現與其相同的傷勢「
十二大戰開戰沒多久就殺害了「子」，並偽裝成其樣貌欺敵，成功殺害「丑」以及「卯」，最終被「亥」射殺。
金牛／祿歌.咪（非我莫視）／露可.蜜雪兒
「金牛」的戰犯。殺法『立誓而殺』。願望『想要小寶寶』。生日5月5日，身高185公分，體重66公斤。罪名『略誘未成年人』。
穿著牛角造型新娘婚紗，手持捧花(藏有結婚蛋糕刀)的病態女子。口頭禪是"我發誓"，有著在各地誘拐嬰兒來養育的癖好，一旦成長為兒童就會歸還給父母。開賽後與「處女」一同行動，奉巨蟹的指示試圖與「申」進行和平協議的交涉並遭到拒絕後，為因未能達成命令而自殺身亡。
特技為『想像確信（マジナリーチャイルド）』，能讓對手與自己的基因結合，誕下前所未有的戰士—新生兒的壽命僅約5分鐘。
擁有極佳的偵探能力。
雙子／雙重.麥德（雙生之心）／姐－W-2222,弟－M-2222
「雙子」的戰犯。殺法『毫無選擇的餘地而殺』。願望『想要選項』。生日6月6日，身高138公分，體重34公斤(姊)；身高196公分，體重99公斤(弟)。罪名『盜竊罪』(竊取航空母艦(姐)和核子潛艦(弟))。
一對穿著水手服龍鳳胎姐弟，身形巨大手持尖刺棒槌的是弟弟，身形矮小手持十字弓的是姐姐。是軍事組織做非法人體實驗失敗而誕生的異卵雙胞胎，出生後兩人隔離在不同的設施，直到軍事組織被滅，姐弟分別被不同組織救出，後來戰場相遇重逢。
特技為『精神感應』。
巨蟹／薩.凱薩（河蟹專家）／凱薩.凱艾薩爾
「巨蟹」的戰犯。殺法『紳士之殺』。願望『想要名譽』。生日7月7日，身高163公分，體重55公斤。罪名『內通罪』。
手持雨傘，穿著極為紳士的老者。在12歲為第八屆十二大戰的優勝者，當時開戰後進僅以12分鐘便取得勝利，但因其願望「不把這屆的大戰留為紀錄」，故無人知曉當時情況。
特技為『有力者』。
獅子／丹迪.萊昂（雄獅公子）／與戰士名相同
「獅子」的戰犯。殺法『統治之殺』。願望『想要星辰』。生日8月8日，身高188公分，體重96公斤。罪名『妨害國家秩序罪暨叛亂罪』。
以領袖氣質深得民心，進而推翻政府，後來卻因對反對派進行不人道的處刑而遭通緝。沉迷於天文學，先以「十二星座之戰犯」自稱的就是他，其實生日不是在獅子座，僅為了這點改編曆法。
處女／艾昂.梅依（鋼鐵侍女）／安迪.瑪魯埃爾
「處女」的戰犯。殺法『服侍之殺』。願望『想要主人』。生日9月9日，身高154公分，體重52公斤。罪名『猥褻物品陳列罪與敵前逃亡罪』。
穿著女僕裝的男性戰士，父母為了讓他逃兵而將他當作女生來養。手持從熟悉魔法的祖母手中繼承的鐵製靜電集塵掃帚。開賽後與「金牛」一同行動，奉巨蟹的指示試圖與「申」進行和平協議的交涉並遭到拒絕後，為因未能達成命令而自殺身亡。
天秤／巴隆.絲（史爵士）／亞倫.史密斯
「天秤」的戰犯。殺法『伺機而殺』。願望『想要懲罰』。生日10月10日，身高178公分，體重57公斤。罪名『法庭侮辱罪』。
穿著歐洲男性貴族服裝的中短髮女子。原為軍事法庭的法官，會為了讓原告被告和解不擇手段。因連續不問是非，一律將戰犯宣告無罪而遭彈劾。以手持天秤為特點，並銅分鎖作為武器。
在續作後期，「申」與「巨蟹」談判時，遭「牡羊」取代，隨後疑似因「白羊」力量的波及而亡。
天蠍／斯卡魯.平（蹦髑髏）
「天蠍」的戰犯。殺法『不願而殺』。願望『想要名字』。生日11月11日（暫定）。其餘資料不詳。
射手／文森特.薩吉塔利（無上射手）／臼杵指足
「射手」的戰犯。殺法『瞄準而殺』。願望『想要住所』。生日12月12日，身高180公分，體重73公斤。罪名『洩密罪』。
穿著日本弓道袍，臉上有一道傷痕的短髮男子。開賽後射殺辰和巳兩兄弟，後被酉以毒鳥毒殺身亡。
與形象不同，討厭日本料理，尤其對人手直接捏出的飯糰更感到反感。
摩羯／歌涂.海苯（天堂嚮導）／梧桐.布魯基利
「摩羯」的戰犯。殺法『病態之殺』。願望『想要健康』。生日1月1日，身高145公分，體重28公斤。罪名『非法持有兵器罪』。
坐著掛有血袋的羊角造型輪椅，體型瘦弱的黑髮雙辮子少女，但坐著輪椅並不是因為她行動不便，而是由於胎教的緣故而拒絕走路。母親在懷孕10個月即時生下她時被地雷炸死，自己在那一瞬間被生出，被搶救倖存，厭惡戰爭，希望全世界地雷消失，母親死後，父親不詳的她在各國之間被買被賣被擄被抓。在十二生肖戰士全滅後與雙魚引爆了地雷自殺身亡。
特技為『地雷拼圖』。
水瓶／馬沛特.波特魯／湯瑪斯.B.托爾茲
「水瓶」的戰犯。殺法『濕身而殺』。願望『想要水』。生日2月2日，身高176公分，體重62公斤。罪名『縱火罪』。
穿著濕透的防火服，手持水管與水桶的男性，綽號"水浸的戰士"、"正義的夥伴"，擅長隱藏行蹤。在灰色地帶一邊縱火又一邊從事救火的工作，曾經燒毀自己的故鄉。開賽後操縱海水淹死了意圖游泳逃跑的酉，並打算控制亥血管中血液讓其失血過多而死，但卻因為申死前對亥身體施以控制液態的能力導致他的技能無效，最終被亥射殺。
特技為『隱海』。可以隨心所欲的控制任何液體，包含生物的血液。
雙魚／達克特.芬妮雪（終結醫師）／不二夜曲
「雙魚」的戰犯。殺法『留命再殺』。願望『想要小白鼠』。生日3月3日，身高163公分，體重49公斤。罪名『違反醫師法』。
穿著魚鱗圖案醫師袍，留著魚尾狀長髮的高挑女子，是一名醫生，同時也是毒殺師，擅長整形手術。戌在幼稚園任教時期教出的學生，因為展露了驚人的才能而被送走。未成年就一被關在收容所，與收容所所長結婚並離開收容所，在將所長一家人毒死後逃走。活躍於各個戰地醫院進行人體實驗。在十二生肖戰士全滅後與摩羯引爆了地雷雙雙自殺身亡。
特技為『物真似』。

### 其他人物
杜碟凱普（聲：安元洋貴／舞台演員：和泉宗兵）
第十二屆十二大戰的評審員，口頭禪為"Everybody clap your hands"。名字難念的中年老人，身著深綠色大衣，頭戴一頂禮帽。年紀較大，留有白色鬍鬚。十二支的戰士全員到齊後，宣布第十二屆十二大戰正式開始，在命令眾戰士吞服獸石並說明大戰規則後消失觀戰。
最後在「子」戰士·寢住獲得優勝後出現在勝者的面前，採訪完成後答應實現寢住的願望。

## 出版書籍

### 輕小說
十二大戰
| 冊數 | 集英社        | 集英社                 | 尖端出版     | 尖端出版               |
| 冊數 | 發售日期      | ISBN                   | 發售日期     | ISBN                   |
| ---- | ------------- | ---------------------- | ------------ | ---------------------- |
| 全   | 2015年5月19日 | ISBN 978-4-08-780755-4 | 2017年6月7日 | ISBN 978-957-107-457-3 |

- JUMP j-BOOKS：2017年10月4日出版、ISBN 978-4-08-703432-5

十二大戰對十二大戰
| 冊數 | 集英社         | 集英社                 | 尖端出版     | 尖端出版               |
| 冊數 | 發售日期       | ISBN                   | 發售日期     | ISBN                   |
| ---- | -------------- | ---------------------- | ------------ | ---------------------- |
| 全   | 2017年12月12日 | ISBN 978-4-08-703440-0 | 2020年7月7日 | ISBN 978-957-105-816-0 |

### 漫畫
2017年9月23日開始在少年Jump+連載，作畫是曾與西尾維新合作過《最強會長黑神》、《症年症女》等作品的曉月明。
| 冊數 | 集英社        | 集英社                 | 東立出版社     | 東立出版社             |
| 冊數 | 發售日期      | ISBN                   | 發售日期       | ISBN                   |
| ---- | ------------- | ---------------------- | -------------- | ---------------------- |
| 1    | 2017年11月2日 | ISBN 978-4-08-881270-0 | 2018年5月11日  | ISBN 978-957-26-0934-7 |
| 2    | 2018年1月4日  | ISBN 978-4-08-881328-8 | 2018年10月19日 | ISBN 978-957-26-0935-4 |
| 3    | 2018年4月4日  | ISBN 978-4-08-881371-4 | 2019年4月25日  | ISBN 978-957-26-0936-1 |
| 4    | 2018年7月4日  | ISBN 978-4-08-881418-6 | 2019年9月19日  | ISBN 978-957-26-1651-2 |

## 電視動畫

### 製作人員
- 原作：西尾維新、中村光（人物設計）
- 監督：細田直人
- 系列構成：村井貞之
- 角色設計：嘉手苅睦
- 音響：椎名豪
- 音響製作：avex pictures
- 動畫製作：Graphinica
- 製作：十二大戰製作委員會

### 主題曲
片頭曲
作詞、作曲：岩渕想太，編曲、主唱：
片尾曲
作詞：伴都美子，作曲、編曲、音樂製作：澤野弘之，主唱：大無限樂團

### 各話列表
| 話數     | 日文標題 | 中文標題                                             | 劇本              | 分鏡                | 演出              | 作畫監督                                                                                                   | 總作畫監督 |
| -------- | -------- | ---------------------------------------------------- | ----------------- | ------------------- | ----------------- | --- | ---------- |
| 第一話   |          | 野豬過七代終將淪為家豬                               | 村井貞之          | 細田直人            | 細田直人          | 堀越久美子                                                                                                 | 嘉手苅睦   |
| 第二話   |          | 雞鳴狗盜                                             | 山田哲彌          | 細田直人 久保雄介   | 小林公二 久保雄介 | 大籠之仁                                                                                                   | 山田裕子   |
| 第三話   |          | 殺雞焉用牛刀                                         | 高橋龍也          | 小野龍太            | 小野龍太          | 大川義史                                                                                                   | 嘉手苅睦   |
| 第四話   |          | 猴爪亦非省油燈                                       | 高木登            | 細田直人            | 黑川智之          | 金一培、金禧江 Lee Boo Hee                                                                                 | 山田裕子   |
| 第五話   |          | 披著羊皮的狼                                         | 山田哲彌 村井貞之 | 三浦和也            | 三浦和也          | 能海知佳、古泉龍五 敷島博英、增田敏彥                                                                      | 鈴木政彥   |
| 第六話   |          | 千里馬亦有失足時                                     | 村井貞之          | 原博 久保雄介       | 原博              | 堀越久美子、辻浩樹 柴田健兒                                                                                | 大籠之仁   |
| 第七話   |          | 龍頭蛇尾（先攻）                                     | 山田哲彌          | 道解慎太郎          | 道解慎太郎        | 大川義史、鞠野黃英                                                                                         | 山田裕子   |
| 第八話   |          | 龍頭蛇尾（後攻）                                     | 山田哲彌          | 牧原亮太郎          | 香川豐 中嶋清人   | 松本和志、櫻井木之實 飯飼一幸、飯塚葉子                                                                    | 鈴木政彥   |
| 第九話   |          | 追二兔不得一兔                                       | 高橋龍也          | 阿尾直樹            | 小林公二 阿尾直樹 | 柴田健兒、志賀道憲 甲田正行、山口飛鳥                                                                      | 嘉手苅睦   |
| 第十話   |          | 虎死後殘留皮                                         | 高橋龍也          | 牧原亮太郎 杉山慶一 | 石山貴明 中野彰子 | 大川義史、鞠野黃英 中野彰子                                                                                | 山田裕子   |
| 第十一話 |          | 借人牛蒡做法事                                       | 村井貞之          | 久保雄介            | 久保雄介          | 湯本雅子、李烔鎬 島袋智和、岩崎安利 Lim Seonhui、Jeong Jihui Choei Yeonghui、松本和志 粟井重紀、櫻井木之實 | 大籠之仁   |
| 第十二話 |          | 無論如何都想實現的唯一1個願望和 其他99個無所謂的願望 | 村井貞之          | 細田直人            | 小林公二          | 堀越久美子、山口飛鳥 岩崎安利                                                                              | 嘉手苅睦   |

### BD&DVD
| 卷數 | 發售日期       | 收錄話數       | 規格編號     | 規格編號   | 封面戰士            |
| 卷數 | 發售日期       | 收錄話數       | BD           | DVD        | 封面戰士            |
| ---- | -------------- | -------------- | ------------ | ---------- | ------------------- |
| 1    | 2017年12月27日 | 第1話、第2話   | EYXA-11720   | EYBA-11714 | 異能肉／怒突        |
| 2    | 2018年1月31日  | 第3話、第4話   | EYXA-11721   | EYBA-11715 | 庭取／砂粒          |
| 3    | 2018年2月28日  | 第5話、第6話   | EYXA-11722   | EYBA-11716 | 必爺／迂迂真        |
| 4    | 2018年3月28日  | 第7話、第8話   | EYXA-11723   | EYBA-11717 | 斷罪兄弟            |
| 5    | 2018年4月25日  | 第9話、第10話  | EYXA-11724   | EYBA-11718 | 憂城／妬良          |
| 6    | 2018年5月30日  | 第11話、第12話 | EYXA-11725   | EYBA-11719 | 失井／寢住          |
| BOX  | 2018年12月21日 | 第1話~第12話   | EYXA-12115/6 | 不適用     | 寢住&十二戰士的武器 |

## 外部連結
- （日語）電視動畫《十二大戰》官方網站 （页面存档备份，存于）
- （日語）電視動畫《十二大戰》AT-X電視台番組專題 （页面存档备份，存于）
- （日語）電視動畫《十二大戰》每日放送番組專題 （页面存档备份，存于）
- （日語）網路漫畫《十二大戰》第一話 （页面存档备份，存于）
- （日語）電視動畫《十二大戰》官方的X（前Twitter）